# قطار مرگبار
قطار مرگبار (به انگلیسی: Death Train) فیلمی تلویزیونی محصول سال ۱۹۹۳ و به کارگردانی دیوید جکسون است. در این فیلم بازیگرانی همچون پیرس برازنان، پاتریک استوارت، کریستوفر لی، تد لواین، الکساندرا پال و کلارک پیترس ایفای نقش کرده‌اند.